# Kostiantynivka
Kostiantynivka (tiếng Ukraina: Костянтинівка, tiếng Nga: Константиновка) là một thành phố ở phía đông Ukraina, bên sông Krivoy Torets, là trung tâm hành chính của rainon cùng tên. Thành phố thuộc tỉnh Donetsk. Dân số theo điều tra năm 2001 là 95.111 người.
Trong thời kỳ Liên Xô, thành phố phát triển thành một trung tâm sản xuất sắt thép, thiếc và kính.
Năm 1870, Kostiantynivka được thành lập bởi một địa chủ tên Nomikossov là người đã cho xây một khu định cư để vinh danh con trai cả mình Kostiantyn. Vào đầu thế kỷ 20 thì Kostiantynivka đã phát triển thành một khu định cư công nghiệp và trở thành thành thị năm 1926. Năm 1932, Kostyantynivka trở thành đô thị tự quản.